# ケキツネノボタン
ケキツネノボタン（毛狐の牡丹、Ranunculus cantoniensis）は、キンポウゲ科キンポウゲ属の多年生植物。水田のあぜなどに生える雑草。
和名は、キツネノボタンによく似ているが、全体に毛が生えていることによる。しかし、キツネノボタンにも毛の生えているものがある（ヤマキツネノボタンともいう）。痩果（そうか）の先がほとんど曲がらないことが、キツネノボタンとの違い。